# Кухня Домініканської Республіки

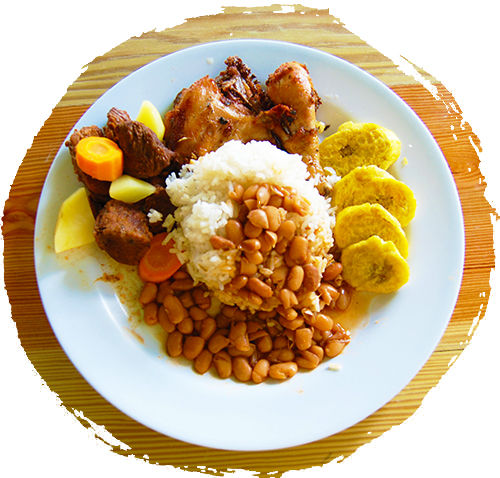

Домініканська кухня складається з кухонь: іспанської, корінної таїно, Близького Сходу та Африки. Багато страв з Близького Сходу було прийнято в домініканську кухню,  наприклад, «Quipe», що походить від ліванського кібе. 
Як і в Іспанії найбільшою та найважливішою їжею дня є обід. Найтиповіша його форма La Bandera («Прапор») складається з білого рису, червоної квасолі та м'яса (яловичина, курка, свинина або риба), іноді супроводжується гарніром салату. Ла Бандера — національна страва домініканських республіканців. 

## Страви та їх походження
Домініканська Республіка раніше була іспанською колонією, тому багато іспанських рис досі присутні на острові.
В типовій домініканській кухні зустрічаються м'ясо або морепродукти; рис, кукурудза (місцевий продукт) та пшениця; овочі, такі як квасоля та інші бобові, картопля, юка та салат; молоко та сир; фрукти, такі як апельсини, банани та манго.
Софріто, пасерована суміш, що включає місцеві трави та спеції, використовується у багатьох стравах. По всьому південно-центральному узбережжі булгур, або цільна пшениця, є основним інгредієнтом у квипес та тіпілі, двох стравах, які привезли левантійські емігранти з Близького Сходу. Інші улюблені продукти і страви включають чичарон, яутія (Xanthosoma), pastelitos або емпанадас, батат (солодка картопля), pasteles en hoja, Бургер чимічуррі, plátanos maduros (стиглий плантан), маніок їстівний і тостонес (смажений плантан). 
Бульйонні кубики широко використовуються при приготуванні домініканського обіду. 

### Страви таїно
- Касабе — хліб з юки
- Пера пінья (Pera Piña) — напій з рису та ананасової шкірки. До появи рису його виготовляли з кукурудзи та ананасів і називали чичою.
- Гуарапо де пінья (Guarapo de Piña) — ферментований сік ананаса.
- Гуанімо (Guanimo) — домініканським тамалес. У Домініканській Республіці зараз їх виготовляють з кукурудзяного борошна і фарширують пікаділло.

### Іспанські страви
- Arroz con leche — рисовий пудинг. Родзинки, бадьян, гвоздика та мускатний горіх додають до традиційного довгозернистого рису, кориці, цукру та молока.
- Крем-карамель — солодкий яєчний крем, відомий як флан. Кокосовий флан відомий як quesillo de coco.
- Гофіо — порошок солодкої кукурудзяного борошна з Канарських островів.

### Африканські страви

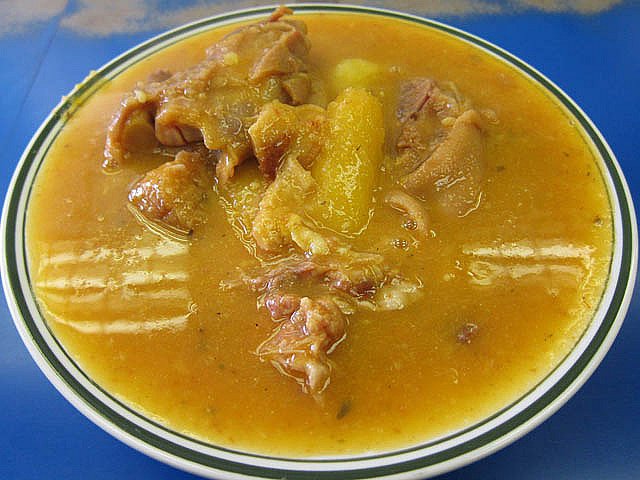
Суп з яловичини мондонго

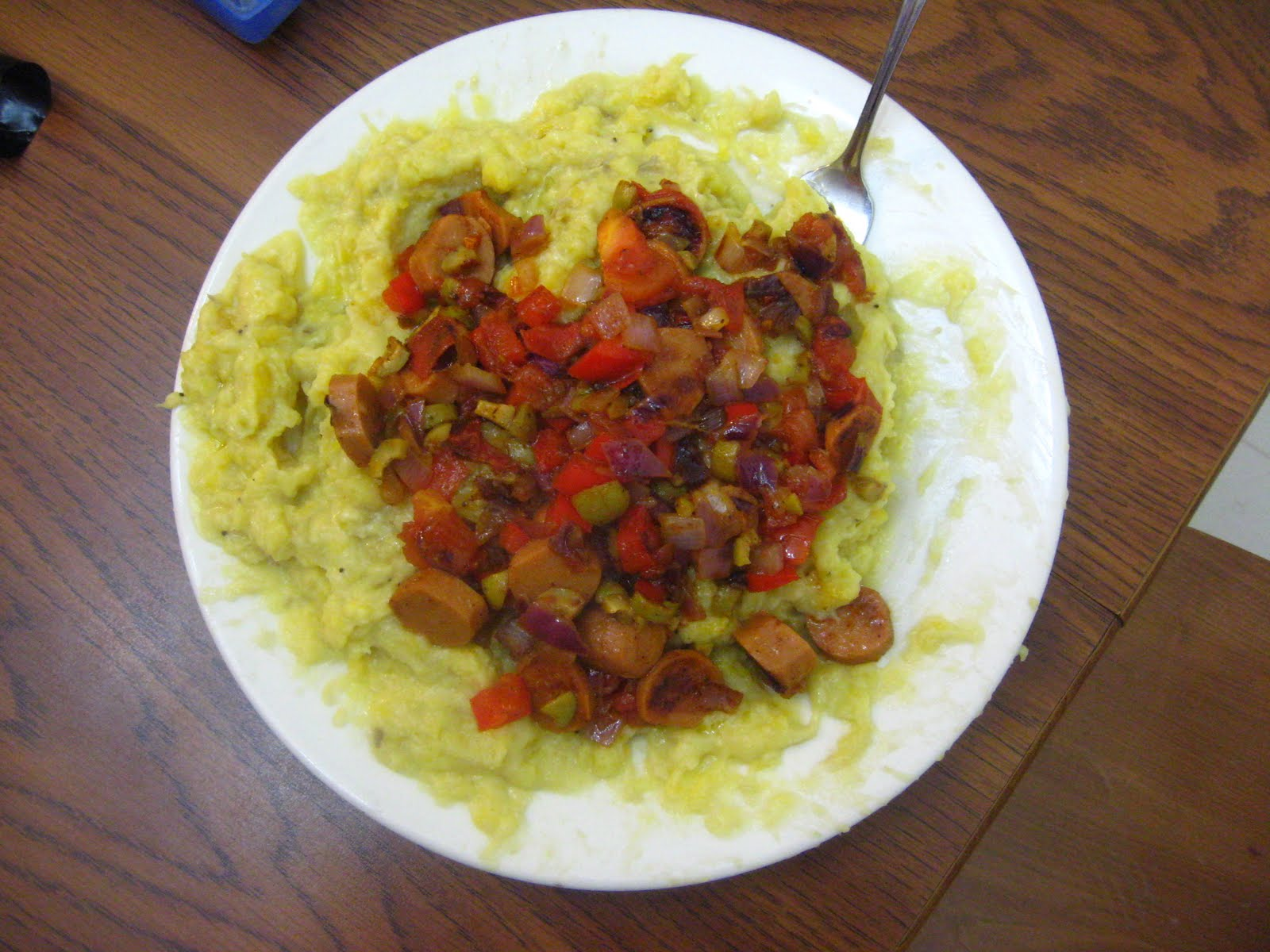
Мангу

- Мангу — пюре з вареного плантану, походить з Західної Африки, де він відомий як фуфу. Це типовий національний сніданок у Домініканській Республіці, але його також можна подавати на обід та вечерю. Мангу зазвичай подають з кесо фріто (білим сиром, обсмаженим на сковороді), смаженим домініканським салямі, яєчнею та цибулею, приготовленою в оцті. Також відоме як los tres golpes (три удари). Плантан можна замінити зеленими бананами або кабачком, так він відомий як мазаморра.

### Близькосхідні страви
Кілька страв було прийнято від хвилі ліванської іміграції в Домініканській Республіці. Тут вони змінилися, наприклад використовують яловичину замість баранини, і не додають багато традиційних спецій, їх замінили домініканським орегано, болгарським перцем та курячим бульйоном.
- Arroz con almendras y pasas — рис з родзинками та мигдалем. Зазвичай його їдять в час Різдва.
- Arroz con fideos — рис, приготований з підсмаженими макаронами. Цю страву їдять зі свіжою кінзою.
- Кіпес (Quipes) — смажений булгур у ролі, наповнений пікадільйо.
- Niño envuelto — голубець з капусти, наповнений яловичиною та рисом.

### Вплив «коколо»
Коколо — термін, який використовується в іспаномовних Карибських островах для позначення неіспаномовних африканських нащадків або людей темної шкіри в цілому. Цей термін виник у Домініканській Республіці і історично використовувався для позначення жителів англомовних та франкомовних Карибських островів. Кулінарія коколо, що потрапила до різних куточків Карибського басейну, вплинула на домініканську кухню. Деякі рецепти змінилися, але більшість залишилися однаковими, але з різними назвами.
- Чен-чен — кукурудзяний плов з Гаїті.
- Вареники з тушкованим м'ясом та заправлені томатним соусом. Вони прийшли з Британських Карибських островів переважно з Сан-Педро-де-Макоріс та його околиці. Простий рецепт, що включає борошно, воду та сіль, перетворені в густе тісто перед закипанням. Коли додається кукурудзяне борошно, вони відомі як bollitos de maíz (вареники з кукурудзяного борошна).
- Гуаваберрі — плоди Myrciaria floribunda використовуються для приготування варення та напоїв. Лікер з гуаваберрі, який виготовляється з рому, є звичайним різдвяним напоєм на багатьох островах, зокрема на Сінт-Мартен та Віргінських островах. Колоністи з Данії та Голландії виявили, що він може ароматизувати ром, подібного до настояного шнапсу.[2] У Домініканській Республіці він асоціюється зі східним містом Сан-Педро-де-Макоріс, яке має велику кількість населення східно-карибського походження.[3]
- Джоннікейк, страва, привезена працівниками цукрових плантацій з Малих Антильських островів більше століття тому. Арахісовий пунш

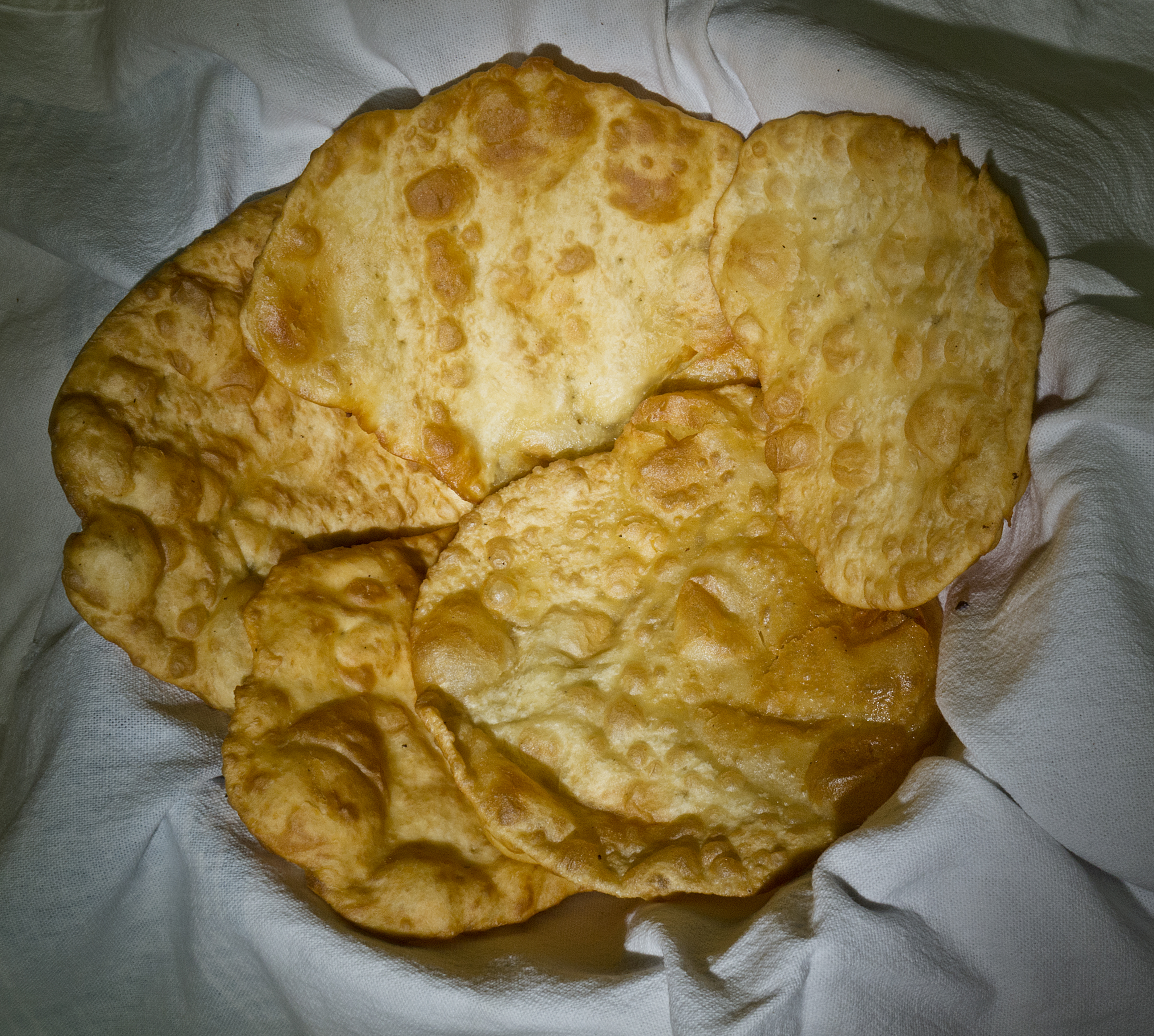
Арахісовий пунш

- Арахісовий пунш (Yanikeiki) — відомий як chocolate de maní. Незважаючи на назву, у напої немає шоколаду. Замість цього арахісове масло варять з водою, молоком, цукром та спеціями. Можливо, напій був привезений з Ямайки.

### Кубинські та пуерто-риканські впливи

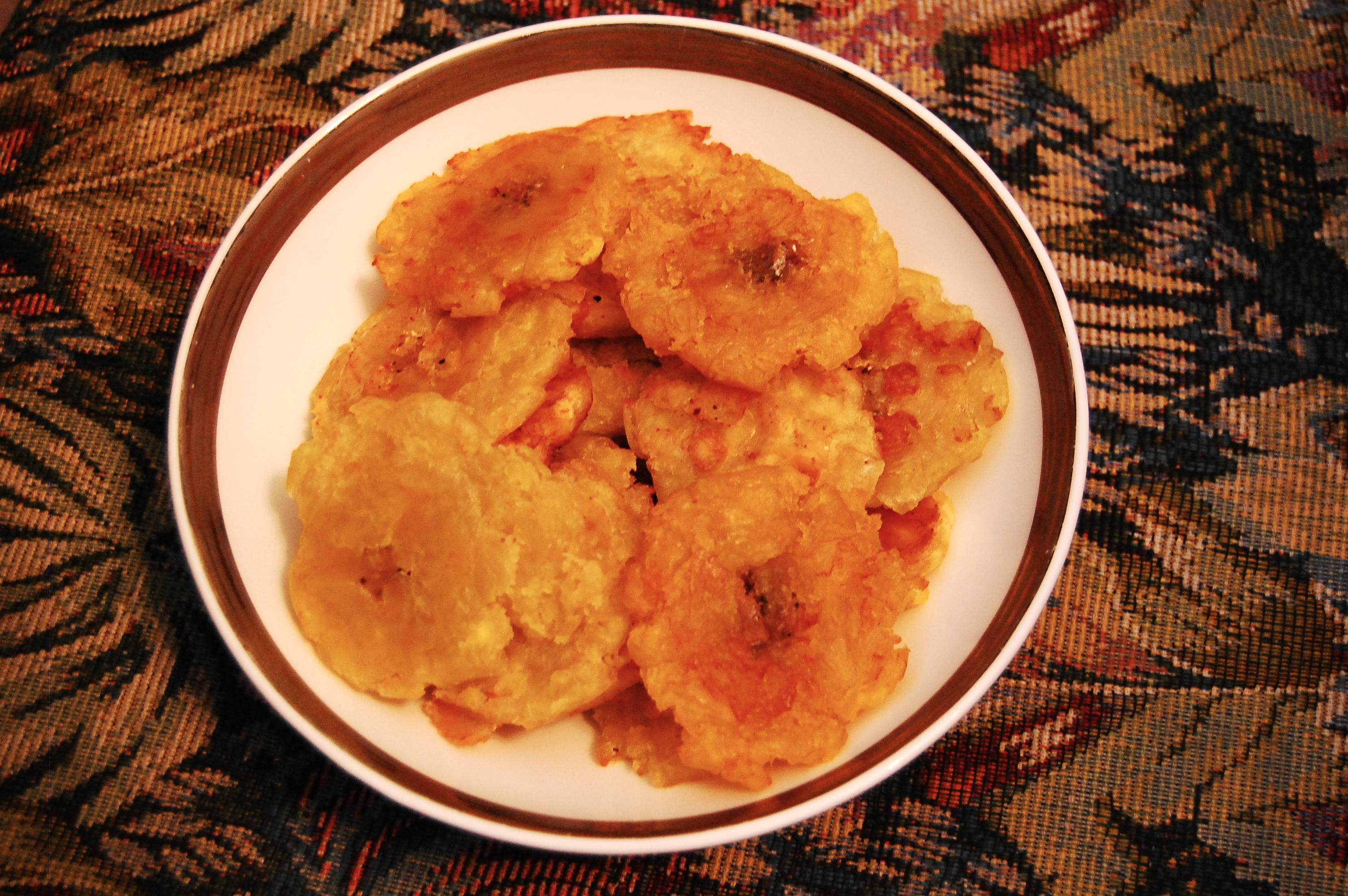
Тостони

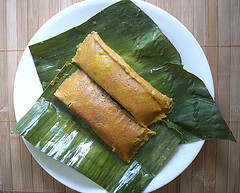
Pasteles en hojas

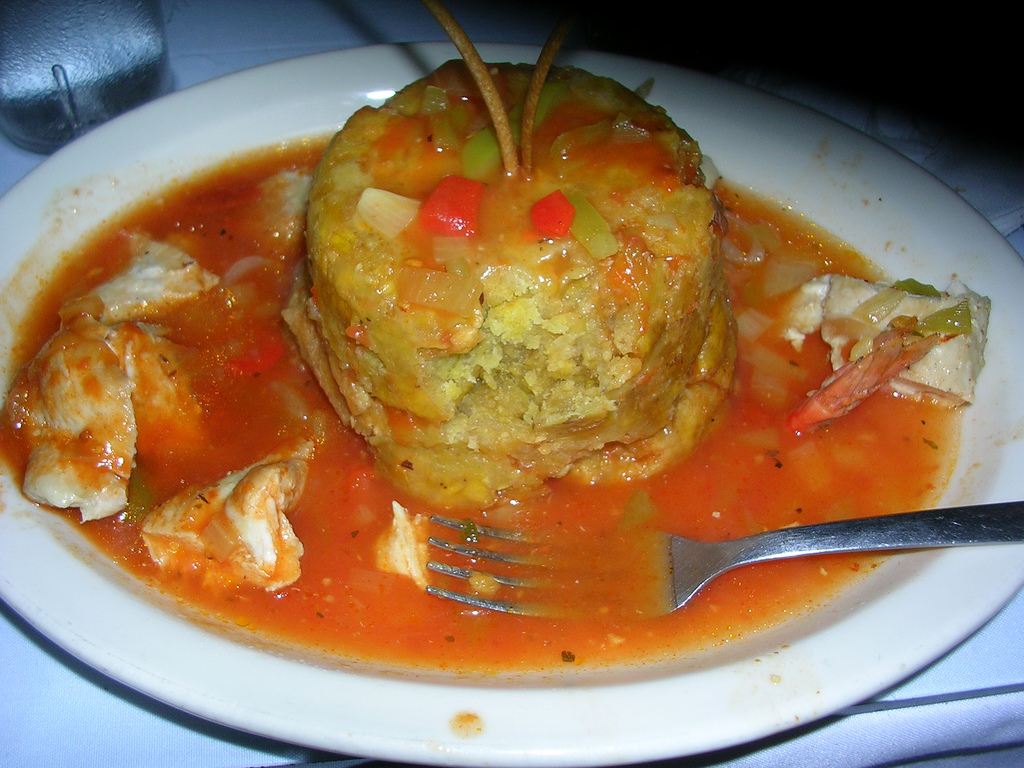
Мофонго

Домініканська кухня має страви з Пуерто-Рико та Куби, хоча назви страв іноді різняться. Через історичну міграцію між Кубою, Домініканською Республікою та Пуерто-Рико, ці три культури тісно пов'язані між собою. Для більшості страв між цими країнами незрозуміло, звідки вони походять. Деякі страви, такі як мофонго та пастлезе, з Пуерто-Рико стали частиною домініканської кухні. Moros y Cristianos та yuca con mojo з Куби. Домініканський pastelón можна побачити на Кубі та в Пуерто-Рико.
- Асопао — рисовий, куриний або рибний та овочевий суп, подібний до гамбо, що походить з Пуерто-Рико. Домініканці мають унікальний асопао: кокосове молоко з морепродуктами.
- Боллітос де юка — рецепт схожий на Кариманьйола[en] в Колумбії та Панамі та Альмохабана[en] в Пуерто-Рико.
- Халао — кульки, зроблені з подрібненого кокосового горіха, меду, а іноді і імбиру. У Пуерто-Рико він відомий як мампостіал, а на Кубі — як кокіто. Незрозуміло, звідки походять ці рецепти, але всі три острови додають власні ароматизатори. Домініканська Республіка додає імбир, а пуерториканці додають горіхи та фрукти, а кубинці — шоколад.

- Pasteles en hojas — Пуерто-риканські тамале були важливою частиною домініканського Різдва. Ці тамале виготовляються з плантанів, кабачків, бульб, фаршировані м'ясом і загорнуті у банановий лист.
- Majarete — кукурудзяний пудинг зі свіжої меленої кукурудзи, кукурудзяного крохмалю, молока, ванілі та кориці. На цей десерт претендують Куба та Домініканська Республіка. Єдина відмінність — домініканці додають мускатний горіх, а кубинці — цедру лимона та родзинки. Коли кукурудза не змішується, вона відома як чака і іноді може містити рис.
- Мофонго[en] — страва з Пуерто-Рико із смажених зелених плантанів або смаженої юки, приправляють часником, оливковою олією та свинячими шкварками, а потім розтирають з невеликою кількістю бульйону. Мофонго зазвичай подають до супу з курячого бульйону.
- Соруллос[en] — це страва з сиру та кукурудзяного борошна, яка здобула популярність у Домініканській Республіці.
- Тостонес — відомий як fritos verdes. Це смажені скибочки зеленого плантану, які солять. Вперше з'явився у першій кулінарній книзі Пуерто-Рико, El Cocinero Puertorriqueño, у 1859 році під назвою fritos verde. Ця назва досі використовується тільки в Домініканській Республіці. Усі три острови претендують на батьківщину стави.
- Yuca con mojo — варена або смажена маніока з оливковою олією, орегано, часником, цитрусовими, цибулею та кінзою. Класична кубинська страва, популярна серед домініканців та інших країн Латинської Америки.

### Домініканські страви
- Арепіта — подрібнені оладки з юки або кукурудзяного борошна, змішані з яйцями, цукром та насінням анісу.
- Катібія — емпанада в домініканському стилі. Замість борошна або тіста з кукурудзяної крупи їх роблять з борошна тапіоки.
- Camarones con coco y gengibre — креветки з кокосом та імбирем з домініканською приправою в якості основи.
- Chicharrón de pollo — це страва із смаженої курки також відоме як піка полло. Курка маринується в соку лайма і обмазується борошном, часником та орегано. Існують рецепти з ромом або соєвим соусом як маринад. Його подають з тостонами та лаймом.
- Чулітос — свіжа терта маніока, наповнена фаршем і засмажена.
- Бургер чимічуррі[en] це бургер з салатом, виготовлений аргентинськими вуличними торговцями, які живуть у Санто-Домінго. Він подібний до Аргентинських сендвічів що містить м'ясо з чимічуррі соусом і салат з капусти.
- Спагеті а-ля Домінікана — спагеті та соус болоньєзе, приготований з домініканського салямі замість фаршу. Подається на сніданок, обід та вечерю.
- Pico y pala — курячі ноги і шиї, що асоціюються з дешевими їдальнями, дуже поширеними в районах з низьким рівнем доходу. Зазвичай готують з цибулею, кінзою, орегано та цукром.
- Гвідадос — тушковане м'ясо або риба, приготовані з томатним соусом з софіто в домініканському стилі. Традиційно додається невелика кількість кислого апельсинового або лаймового соку та цукру. Подається з рисом. Це популярний продукт в кухні Домініканської Республіки. Carne mechada — тушкована вирізка або бочок. Парений бичачий хвіст і коров'ячий язик зазвичай приправляють місцевим перцем чилі. Квасоля та овочі готуються без додавання цитрусових.
- Яроа[en] — фаст-фуд з пюре з плантану, м'яса, сиру та приправ.

### Пастельйон
Пастельйон можна описати як запіканку або пиріг. Основний елемент домініканської кухні. У Домініканській Республіці існує більше шести варіантів, найпопулярнішими з яких є Пастельйон-де-платано-мадуро (запіканка з жовтого плантану) і Пастельйон-де-юка (запіканка з маніоки). Пастельйон можна зустріти в інших країнах Латинської Америки, таких як Пуерто-Рико, Венесуела, Панама та Куба, особливо у східній частині, яка має великий домініканський вплив. Пастельйон зазвичай роблять з фаршем або куркою.
- Pastelón de arroz — запіканка з рису, м'яса та сиру.
- Pastelón de berenjena — баклажани нарізають скибочками, посипають борошном і обсмажують у олії. Вони шаруються сиром (часто використовуються чеддер і моцареллу), а іноді і м'ясом. Він схожий на баклажанову пармігіану та мусаку, але без соусу.
- Pastelón de maíz — пиріг тамале.
- Pastelón de plátano maduro — запіканка з солодкого плантану.
- Pastelón de papa — вівчарський пиріг з домініканськими спеціями.

### Соуси
- Agrio de naranja — кислий апельсиновий сік, просочений орегано, часником і перцем чилі. Це концентрований піке соус[en].
- Васакака[en] — дуже схожий на мохо та чимічуррі. Соус готують на повільному вогні з часником, петрушкою, оливковою олією та кислим апельсином. Після охолодження подається із смаженою куркою і вареною маніокою.

### Хліб
- Telera — домініканський хліб, подібний до мексиканського телера. Зазвичай подають на Різдво.
- Пан де Агуа
- Пан де кокос — кокосовий хліб[en] з'являється у багатьох центральноамериканських кухнях та кухнях Карибського басейну. Зокрема в Нікарагуа, Венесуелі, Гондурасі, Бразилії, Колумбії, Гватемалі, Ямайці, Пуерто-Рико та Домініканській Республіці.

### Супи
Домініканці пишаються своїми супами, і кухарі острова стверджують, що роблять найкращий суп. Більше третини всього населення країни живе в бідності, а майже 20 відсотків — в умовах крайньої бідності. У сільській місцевості бідні складають половину населення. Суп в Домініканській Республіці простий, дешевий і може нагодувати велику кількість людей.
- Агуахі (Плантан суп[en]) — суп, приготовлений з пюре із зелених плантанів, запашного перцю та софріто.
- Buche e perico — кукурудзяна густа юшка.
- Чамбре або Чапеа — квасоля, рис, голубиний горох, рагу з пюре з кабачків, лонганіза (ковбаса), плантан, овочі та бульби.
- Guandules de coco — Голубій горох, тушкований у кокосовому молоці, кабачках та софріто.
- Sancocho de guandules — голубиний горох, тушкований з патисонами, софріто та свининою.
- Sancocho de siete carnes — сім м'ясних рагу — національний суп домініканців. Якщо додається квасоля, вона відома як sancocho de habichuela.
- Sopa de mondongo — суп з яловичого пюре.

### Рис
Більшість страв у Домініканській Республіці подають з довгозернистим рисом. Популярний продукт домініканської кухні.
- Arroz blanco — білий рис. Цей основний рис можна подавати з тушкованою квасолею, тушкованим м'ясом або супами.
- Аррос кон маїс[en] або Moro de maíz — рис з кукурудзою поєднує солодкий аромат кукурудзи з солоним смаком рису, приготованого з червоною цибулею, орегано та кінзою.
- Чофан (Chofan) — хоча його називають «домініканським смаженим рисом», він походить з Азії, лише додано домініканський орегано.
- Конкон (Concón) — ця страва зазвичай не готують окремо. Натомість це побічний продукт приготування рису. Це шар пригорілого твердого рису, який залишився при варінні в кальдеро (залізній каструлі). Він містить найбільше смаку.
- Локріо[en](Locrio) — класичний стиль змішування рису з різними видами м'яса.
- Моро де гуандулес[en] (Moro de guandules con coco) — рис, голубиний горох (guandules), софіто та кокосове молоко, страва яку подають на Різдво.
- Моро де хабічуела (Moro de habichuela) — рис, зварений з квасолею та софріто в одній каструлі.

## Десерти
- Almibar de frutas — фрукти, приготовані в сиропі. Найпопулярнішою називається мала рабія (mala rabia). Гуава, солодкі плантани та солодка картопля з корицею.
- Арепа (Arepa) — кукурудзяний та кокосовий пиріг. Домініканська арепа відрізняється від венесуельської та колумбійської.
- Домініканський торт(Bizcocho Dominicano) — використовує основний рецепт торта з ваніліном, яйцями, борошном, цукром, маргарином і харчовою содою, молоком з апельсиновим соком і цедрою лайма. Після цього торт заливають ананасовим варенням і обмазують безе.
- Brazo gitano — бісквітний рулет з начинкою з гуави.
- Канкінья (Canquiña)
- Dulce de coco tierno — свіжий кокос, зварений повільно з молоком, цукром та корицею.
- Dulce de Leche en Tabla — молочний фадж, що зазвичай їдять з ананасовим варенням.
- Хабічуелас кон дульче[en] (Habichuelas con dulce) — десерт із квасолі з солодкими кремами, з кокосового молока, шматочків солодкої картоплі тощо.
- Jalea de batata — пудинг із солодкої картоплі, приготовлений повільно зі спеціями, цукром, молоком та кокосовим молоком.
- Макаруни — кокосові десерти популярні на всьому острові. Найпопулярніші ароматизатори з додаванням імбиру з корицею та згущеним молоком.
- Palitos de coco — подрібнені кокосові льодяники, приготовані зі згущеним молоком. Після цього вони формуються у невеликі кульки і покриваються простим сиропом з цукру, кукурудзяним сиропом та червоним харчовим барвником.

## Напої
Найпопулярніші напої в Домініканській Республіці Ром локально відомий як romo, пиво (особливо Presidente (пиво)), кава, гоголь-моголь з ромом, місцеві фруктові смузі, мабі (напій) сік з кори або фруктів Colubrina, який робиться у всьому Карибському басейні. Алкогольні напої, такі як пінья-колада, кокіто, куба лібре та мохіто з Куби та Пуерто-Рико.

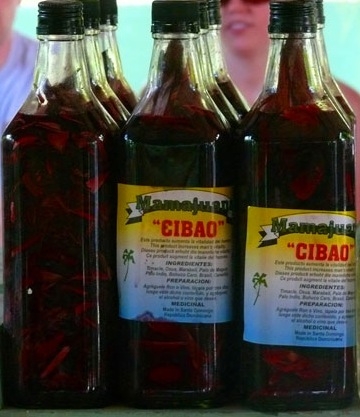
Пляшки мамахуани

- Мамахуана (Mama Juana) — алкогольний напій, приготовлений з рому, червоного вина та меду настояний у пляшці з корою дерев та зеленню.
- Авена[en](Jugo de avena) — сік з вівса, апельсинової кірки, імбиру, цукру, молока та спецій.
- Морір соньяндо[en] (Morir Soñando) — згущене молоко, цукор, ваніль та апельсиновий сік.

## Географічні відмінності
Те, що домініканці їдять, в значній мірі залежить від того, де вони живуть: біля моря чи у внутрішніх горах. У будь-якому випадку більшість домініканських м'ясних страв, як правило, включає свинину, оскільки свині вирощуються на острові.
Приморські домініканські рибальські села матимуть чудові сорти морепродуктів, найпоширеніші — креветки, марлін, махі-махі або дорадо та омари. Більшість жителів села частіше обідають дешевою, неякісною рибою, зазвичай тушкованою з ла-кріолою, різновидом рису. Морепродукти преміум-класу, як правило, надто дорогі для багатьох місцевих жителів і зберігаються для туристичних курортів.
Відмінності між домініканською кухнею та кухнею інших регіонів Вест-Індії включають прянощі, в яких в основному використовуються цибуля, часник, кінза, анчо кінза (кулантро), ажі кубанела (Кубанелле) та орегано брухо (Coleus amboinicus). Домініканське софріто відоме на острові як сазон.